# Rita Rutkowski
Rita Rutkowski (Londres, 19 de marzo de 1932) es una pintora española.

## Biografía
Rita Rutkowski Wulfsztadt nació en Londres el 19 de marzo de 1932, hija de padres polacos. Su familia emigró en 1933 a Estados Unidos. Formada en escuelas de Nueva York, la artista recibe en 1949 una beca del Museo de Arte Moderno de Nueva York para continuar su formación. Gracias a otra beca viajó por Italia, donde cursó estudios de arte. Viajó por Europa y visitó España, entre otros países, en febrero de 1959. Meses después, se afincaría en Córdoba para nunca más abandonarla. Casada en 1961 con David Fernández, tuvo cuatro hijos.

## Trayectoria
Sus primeras obras se remontan a la década de 1960. Cuadros como 'Imágenes en la calle' (1963) o 'Campo de la Verdad' (1964), donados al Museo de Bellas Artes de la ciudad, dan cuenta de sus orígenes pictóricos. 

### Expresionismo abstracto
Hacia 1970, tras dar a luz a cuatro hijos, la pintora se integra en la pintura andaluza que la envuelve, dentro de sus coordenadas universales. Pinta con admiración a los maestros: Francis Bacon, Palazuelo y Richter, un pintor alemán.
En mayo de 1973 realiza su primera exposición en Córdoba (España), en la Galería Studio 52. Allí expondrá 14 gouaches y 6 óleos que son un grito expresionista en el que Rita pone de manifiesto su preferencia por lo inanimado, con manchas de color que intentan aproximarse al objeto a través de una emotividad sensible, de cierto dramatismo.
Llegada la Transición, su obra se resiente. Cuadros como 'La persistencia de cierta imagen' (1976) hablan de un arte informal y colorista en el que la artista alcanza la frescura y calidad que la caracteriza.

### Década de 1980
Hacia 1980 Rutkowski cambia. La abstracción da lugar a figuras emergentes, difuminadas, que se atisban en la ciudad. Una de sus series, llamada “Parados”, se expone en el Posada del Potro hacia 1983. Son tiempos de Democracia y el arte cambia como cambia la vida. La ciudad, el automóvil, Nueva York, se adentran en sus pinceles.  Obras como 'El coche en la puerta' (1983) --que forma parte de la serie 'The Crash', reflejando coches arrasados por un impacto--, 'El año del Halley' (1986) o 'El largo reflejo de la luz' (1989)", donadas al Museo de Bellas Artes de Córdoba, reflejan su evolución. 

En la década de los 80, nuevos trabajos. La serie The Crash, donde aparece un tema recurrente en los años del pop, con un tratamiento más expresivo. Coches accidentados que surgen desde un escenario oscuro. No muy diferente al tratamiento de otra serie importante Salto Mortal, donde inicia una investigación sobre la figura humana. En 1987 pinta el díptico The deep end. Una de sus obras más acertadas. En la línea que va desde los trabajos de Ed Ruscha a David Hockney.
Pablo Rabasco

## Madurez
En 2007 expone en Córdoba en la Galería Arte21 un total de 30 acrílicos sobre lienzo con el sugerente título de El hilo conductor.
En 2013 colabora en la muestra 60 años de arte contemporáneo en Córdoba (1953-2013), una gran exposición comisariada por Ángel Luis Pérez Villén y patrocinada por el Ayuntamiento de Córdoba, la Diputación Provincial de Córdoba, la Universidad de Córdoba y la Fundación Cajasur.
En 2015, uno de sus cuadros es seleccionado entre las 84 obras participantes en la exposición « Córdoba Luciente en sus fundaciones y museos », organizada por el Museo de Bellas Artes de Bilbao.

## Donación
En 2015, la artista dona una docena de cuadros al Museo de Bellas Artes de Córdoba, cuadros que fueron expuestos temporalmente durante la primavera de 2017 en la sede del museo cordobés.

## Exposiciones
La artista ha llevado a cabo exposiciones individuales en Nueva York, Córdoba, Madrid, Sevilla y Vigo.